# Scott Caan
Scott Andrew Caan (Los Angeles, 23 agosto 1976) è un attore, sceneggiatore e regista statunitense.
È conosciuto principalmente per il ruolo di Danny Williams nella serie televisiva Hawaii Five-0, per il quale ha anche ottenuto una candidatura ai Golden Globe come miglior attore non protagonista in una serie televisiva.

## Biografia
È figlio dell'attore James Caan e dell'attrice Sheila Ryan. Studia al "Beverly Hills High School" e in seguito alla "Playhouse West" dove conosce The Alchemist, con cui forma il duo hip hop The Whooliganz; è stato inoltre collaboratore di gruppi rap come Cypress Hill e House of Pain.
Debutta nel 1995 nel film Aaron Gillespie Will Make You a Star del regista italiano Massimo Mazzucco; in seguito lavora ad altri film indipendenti fino al 1998, quando ottiene una parte in Nemico pubblico e nel film sportivo Varsity Blues con James Van Der Beek. Negli anni successivi prende parte a film come 1 chilometro da Wall Street, Fuori in 60 secondi e Gli ultimi fuorilegge. Nel 2001 è nel cast di Ocean's Eleven - Fate il vostro gioco, nel ruolo di Turk Malloy, ruolo che interpreta anche nei sequel Ocean's Twelve e Ocean's Thirteen.
Nel 2003 scrive, dirige e interpreta il suo primo film da regista, Dallas 362 - Giovani e ribelli, mentre nel 2005 è al fianco di Paul Walker e Jessica Alba in Trappola in fondo al mare. Nel 2006 torna dietro la macchina da presa, dirigendo Don Cheadle, Giovanni Ribisi e Mena Suvari in The Dog Problem. Dal 2010 interpreta il ruolo del detective Danny Williams nella serie televisiva Hawaii Five-0.

## Vita privata
Nel 2012 era un volontario attivo con diverse organizzazioni che introducono i bambini con autismo al surf; è cintura nera di jiu-jitsu brasiliano. Nel luglio 2014, la fidanzata Kacy Byxbee ha dato alla luce la loro prima figlia.
Alla fine del 2022 è nata la sua seconda figlia.

## Filmografia parziale

### Attore

#### Cinema
- A Boy Called Hate, regia di Mitch Marcus (1995)
- Aaron Gillespie Will Make You a Star, regia di Massimo Mazzucco (1995)
- Ecstasy Generation (Nowhere), regia di Gregg Araki (1997)
- Nemico pubblico (Enemy of the State), regia di Tony Scott (1998)
- Varsity Blues, regia di Brian Robbins (1999)
- Black and White, regia di James Toback (1999)
- 1 km da Wall Street (Boiler Room), regia di Ben Younger (2000)
- Fuori in 60 secondi (Gone in Sixty Seconds), regia di Dominic Sena (2000)
- Pronti alla rissa (Ready to Rumble), regia di Brian Robbins (2000)
- Gli ultimi fuorilegge (American Outlaws), regia di Les Mayfield (2001)
- Novocaine, regia di David Atkins (2001)
- Ocean's Eleven - Fate il vostro gioco (Ocean's Eleven), regia di Steven Soderbergh (2001)
- Sonny, regia di Nicolas Cage (2002)
- Dallas 362 - Giovani e ribelli (Dallas 362), regia di Scott Caan (2003)
- U-429 - Senza via di fuga (In Enemy Hands), regia di Tony Giglio (2004)
- Ocean's Twelve, regia di Steven Soderbergh (2004)
- Trappola in fondo al mare (Into the Blue), regia di John Stockwell (2005)
- Friends with Money, regia di Nicole Holofcener (2006)
- Lonely Hearts, regia di Todd Robinson (2006)
- The Dog Problem, regia di Scott Caan (2006)
- Ocean's Thirteen, regia di Steven Soderbergh  (2007)
- Brooklyn Rules, regia di Michael Corrente (2007)
- Piacere Dave (Meet Dave), regia di Brian Robbins (2008)
- Mercy, regia di Patrick Hoelck (2009)
- Ragazze da sballo (Deep in the Valley), regia di Christian Forte (2009)
- Guida alla morte per principianti (A Beginner's Guide to Endings), regia di Jonathan Sobol (2010)
- Rock the Kasbah, regia di Barry Levinson (2015)
- Un giorno da leone (One Day as a Lion), regia di John Swab (2023)

#### Televisione
- Entourage – serie TV, 19 episodi (2009-2011)
- Hawaii Five-0 – serie TV, 240 episodi (2010-2020)
- NCIS: Los Angeles – serie TV, episodio 3x21 (2012)
- Vice Principals – serie TV, episodio 2x04 (2017)
- Alert: Missing Persons Unit – serie TV, 10 episodi (2023-2025)

### Regista
- Dallas 362 - Giovani e ribelli (Dallas 362) (2003)
- The Dog Problem (2006)

### Sceneggiatore
- Dallas 362 - Giovani e ribelli (Dallas 362) (2003)
- The Dog Problem (2006)
- Mercy (2009)

## Doppiatori italiani
Nelle versioni in italiano dei suoi film, Caan è stato doppiato da:
- Massimo De Ambrosis in Ocean's Eleven - Fate il vostro gioco, Ocean's Twelve, Ocean's Thirteen, Alert: Missing Persons Unit
- Riccardo Rossi in Black & White, Trappola in fondo al mare
- Tony Sansone in Fuori in 60 secondi, Un giorno da leone
- Edoardo Stoppacciaro in NCIS: Los Angeles, Hawaii Five-0
- Alberto Caneva in Nemico pubblico
- Christian Iansante in Varsity Blues
- Mirko Mazzanti in 1 km da Wall Street
- Massimiliano Alto in Pronti alla rissa
- Francesco Pezzulli in Gli ultimi fuorilegge
- Fabio Boccanera in Novocaine
- Marco Baroni in Sonny
- Riccardo Niseem Onorato in U-429 - Senza via di fuga
- Roberto Certomà in Entourage
- Roberto Gammino in Friends with Money
- Loris Loddi in Lonely Hearts
- Gianfranco Miranda in Piacere Dave
- Roberto Accornero in Ragazze da sballo
- Riccardo Scarafoni in Guida alla morte per principianti
- Simone D'Andrea in Rock the Kasbah